# Ravin vid Lidens gamla kyrka
Ravin vid Lidens gamla kyrka este o arie protejată (arie specială de conservare — SAC, sit de importanță comunitară — SCI) din Suedia întinsă pe o suprafață de 1,3 ha, integral pe uscat.

## Localizare
Centrul sitului Ravin vid Lidens gamla kyrka este situat la coordonatele 62°41′58″N 16°47′23″E / 62.6995°N 16.7898°E.

## Înființare
Situl Ravin vid Lidens gamla kyrka a fost declarat sit de importanță comunitară în aprilie 2004 pentru a proteja 1 specie de plante. Situl a fost protejat și ca arie specială de conservare în martie 2011.

## Biodiversitate
Situată în ecoregiunea boreală, aria protejată conține 1 habitat natural: Păduri fino-scandinave bogate în ierburi cu Picea abies.
La baza desemnării sitului se află o specie protejată de  plante: Cinna latifolia.